# Деплань, Матьё
Матьё́ Депла́нь (фр. Mathieu Deplagne; 1 октября 1991, Монпелье, Франция) — французский футболист, защитник.

## Клубная карьера
Матьё Деплань — воспитанник клуба «Монпелье». Дебютировал в команде 23 января 2012 года в матче кубка Франции против «Тура», заменив в концовке встречи Сириля Жёншама. 21 ноября 2012 года защитник сыграл первый матч в Лиге чемпионов (в Лондоне против «Арсенала»). Футболист провёл на поле 90 минут и получил жёлтую карточку. Впервые сыграл в Лиге 1 22 декабря 2012 года в матче с «Лиллем», проведя на поле первый тайм. Деплань забил первый гол за «Монпелье» в сыгранном 23 января 2013 года матче кубка Франции против «Сошо», что не помогло его команде одержать победу.
В июне 2017 года Деплань подписал трёхлетний контракт с клубом «Труа».
19 декабря 2018 года Деплань перешёл в клуб-новичок MLS «Цинциннати». 2 марта 2019 года в первом матче в истории франшизы, против «Сиэтл Саундерс» в первом туре сезона, вышел в стартовом составе. 17 марта 2019 года в матче против «Портленд Тимберс» забил свой первый гол в MLS. По окончании сезона 2020 «Цинциннати» не продлил контракт с Депланем.
8 апреля 2021 года Деплань подписал контракт с клубом Чемпионшипа ЮСЛ «Сан-Антонио» на сезон 2021. За «Сан-Антонио» дебютировал 1 мая 2021 года в матче против «Колорадо-Спрингс Суитчбакс». 6 октября 2021 года в матче против «Эль-Пасо Локомотив» забил свой первый гол за «Сан-Антонио».

## Статистика
| Выступление      | Выступление      | Выступление      | Лига | Лига | Кубок | Кубок | Кубок лиги | Кубок лиги | Континент | Континент | Итого | Итого |
| Клуб             | Лига             | Сезон            | Игры | Голы | Игры  | Голы  | Игры       | Голы       | Игры      | Голы      | Игры  | Голы  |
| ---------------- | ---------------- | ---------------- | ---- | ---- | ----- | ----- | ---------- | ---------- | --------- | --------- | ----- | ----- |
| Монпелье         | Лига 1           | 2010/11          | 0    | 0    | —     | —     | —          | —          | —         | —         | 0     | 0     |
| Монпелье         | Лига 1           | 2011/12          | 1    | 0    | 1     | 0     | 0          | 0          | —         | —         | 2     | 0     |
| Монпелье         | Лига 1           | 2012/13          | 3    | 0    | 1     | 1     | 2          | 0          | 1         | 0         | 7     | 1     |
| Монпелье         | Лига 1           | 2013/14          | 22   | 0    | 3     | 0     | —          | —          | —         | —         | 25    | 0     |
| Монпелье         | Лига 1           | 2014/15          | 31   | 0    | 1     | 0     | —          | —          | —         | —         | 32    | 0     |
| Монпелье         | Лига 1           | 2015/16          | 25   | 0    | 2     | 0     | —          | —          | —         | —         | 27    | 0     |
| Монпелье         | Лига 1           | 2016/17          | 19   | 0    | 1     | 0     | 1          | 0          | —         | —         | 21    | 0     |
| Монпелье         | Итого            | Итого            | 101  | 0    | 9     | 1     | 3          | 0          | 1         | 0         | 114   | 1     |
| Монпелье B       | CFA 2            | 2012/13          | 9    | 0    | —     | —     | —          | —          | —         | —         | 9     | 0     |
| Монпелье B       | CFA 2            | 2013/14          | 4    | 0    | —     | —     | —          | —          | —         | —         | 4     | 0     |
| Монпелье B       | CFA              | 2016/17          | 1    | 0    | —     | —     | —          | —          | —         | —         | 1     | 0     |
| Монпелье B       | Итого            | Итого            | 14   | 0    | —     | —     | —          | —          | —         | —         | 14    | 0     |
| Труа             | Лига 1           | 2017/18          | 28   | 0    | 2     | 0     | 1          | 0          | —         | —         | 31    | 0     |
| Труа             | Лига 2           | 2018/19          | 2    | 0    | 1     | 0     | 2          | 0          | —         | —         | 5     | 0     |
| Труа             | Итого            | Итого            | 30   | 0    | 3     | 0     | 3          | 0          | —         | —         | 36    | 0     |
| Цинциннати       | MLS              | 2019             | 33   | 1    | 2     | 0     | —          | —          | —         | —         | 35    | 1     |
| Цинциннати       | MLS              | 2020             | 15   | 0    | —     | —     | —          | —          | —         | —         | 15    | 0     |
| Цинциннати       | Итого            | Итого            | 48   | 1    | 2     | 0     | —          | —          | —         | —         | 50    | 1     |
| Сан-Антонио      | USLC             | 2021             | 18   | 1    | —     | —     | —          | —          | —         | —         | 18    | 1     |
| Сан-Антонио      | Итого            | Итого            | 18   | 1    | —     | —     | —          | —          | —         | —         | 18    | 1     |
| Всего за карьеру | Всего за карьеру | Всего за карьеру | 211  | 2    | 14    | 1     | 6          | 0          | 1         | 0         | 232   | 3     |